# Oncocnemis exemplaris
Oncocnemis exemplaris är en fjärilsart som beskrevs av Smith 1894. Oncocnemis exemplaris ingår i släktet Oncocnemis och familjen nattflyn. Inga underarter finns listade i Catalogue of Life.